# Gintautas Umaras
Gintautas Umaras, född den 20 maj 1963 i Kaunas, Litauen, är en sovjetisk tävlingscyklist som tog OS-guld i både den individuella och i lagförföljelsen vid olympiska sommarspelen 1988 i Seoul. Han är bror till tävlingscyklisten Mindaugas Umaras.